# Javier Sánchez Broto
Pour les articles homonymes, voir Broto (homonymie).
Javier Sánchez Broto (né le 25 août 1971) est un footballeur espagnol, ancien gardien du Celtic FC lors de la saison 2002-2003 où il a disputé quelques matchs pour suppléer Robert Douglas et Magnus Hedman.
Il a également évolué au sein des clubs suivants:  Saragosse, Malaga, Getafe et Villarreal.